# Evan Parke
Evan Parke (* 2. Januar 1968 als Evan Dexter O’Neal Parke in Jamaika) ist ein jamaikanischer Schauspieler. Eine seiner bislang bekanntesten Rollen war die des Hayes im Film King Kong (2005).

## Leben
Parke begann seine Karriere als Schauspieler mit der Fernsehserie All My Children. Sein erster Auftritt in einem Spielfilm war 1999 in Gottes Werk und Teufels Beitrag. Im Jahre 2001 spielte er in der Neuverfilmung von Planet der Affen mit. Vier Jahre später spielte er eine Rolle in King Kong. Zwischen beiden Filmen gibt es für Parke eine Parallele: Er spielte in beiden Filmen einen Charakter, der von einem Gorilla getötet wird. Weitere Filme Parkes waren Spuren in den Tod, Nightstalker – Die Bestie von L.A., Kiss Kiss, Bang Bang und Insanitarium.
Parke hatte außerdem Auftritte in vielen verschiedenen Fernsehserien, wie beispielsweise Charmed – Zauberhafte Hexen, Criminal Intent – Verbrechen im Visier, Alias – Die Agentin, Without a Trace – Spurlos verschwunden, CSI: NY und Medium – Nichts bleibt verborgen. Er gehörte außerdem zum regulären Cast der 2. Staffel von Polizeibericht Los Angeles.

## Filmografie (Auswahl)
- 1999: Gottes Werk & Teufels Beitrag (The Cider House Rules)
- 2000: Helden aus der zweiten Reihe (The Replacements)
- 2001: Planet der Affen (Planet of the Apes)
- 2002: Spuren in den Tod (Brother's Keeper)
- 2005: King Kong
- 2005: Kiss Kiss, Bang Bang
- 2007: Die Macht des Schicksals (The Air I Breathe)
- 2008: Belle – Der Weg zum Glück (All Roads Lead Home)
- 2008: Insanitarium
- 2012: Django Unchained
- 2014: The Return of the First Avenger (Captain America: Winter Soldier)
- 2018: The Blacklist (Fernsehserie, 5 Episoden)
- 2018: Detroit: Become Human (Videospiel)